# リバーサイドで逢いましょう
「リバーサイドで逢いましょう」（リバーサイドであいましょう）は、西城秀樹の63枚目のシングル。1989年7月21日にRCAから発売された。

## 解説
- 「心で聞いたバラード」以来となる濱田金吾作曲の作品である[1]。
- アルバム『Golden Earrings』からのシングル・カットで、アルバムと同日発売された[1][2]。
- 次作のSHAKE MY DAYよりリリース形態が8cmCDとカセットテープのみとなった。

## 収録曲
1. リバーサイドで逢いましょう
作詞：小林和子／作曲：濱田金吾／編曲：船山基紀
2. PEARL NECKLACE
作詞：森田由美／作曲：都志見隆／編曲：新川博

## 収録アルバム
- 『Golden Earrings』